# Gymnelus viridis
Gymnelus viridis es una especie de pez de la familia de los Zoarcidae en el orden de los perciformes.

## Morfología
- Los machos pueden llegar a alcanzar los 56 cm de longitud total.[1][2]

## Alimentación
Come crustáceos, gusanos y almejas.

## Hábitat
Es un pez de mar y demersal que vive entre los 0-320 m de profundidad.

## Distribución geográfica
Se encuentra en el Mar de Bering, Groenlandia y el Ártico Canadá.

## Observaciones
Es inofensivo para los humanos. 